# Neogoniolithon spectabile
Neogoniolithon spectabile (Foslie) Setchell & L.R. Mason, 1943  é o nome botânico  de uma espécie de algas vermelhas pluricelulares do gênero Neogoniolithon, família Corallinaceae, subfamília Mastophoroideae.
- São algas marinhas encontradas na Flórida, Colômbia, Bahamas, Caicos, Bermudas, Antilhas Holandesas, Porto Rico, Hispaniola, Belize  e Ilhas Maurícias.

## Sinonímia
- Goniolithon spectabile  Foslie, 1901
- Goniolithon spectabile f. brevifultum  Foslie, 1901